# L'Avvocato (romanzo)
L'Avvocato è un libro scritto dal giornalista lombardo Giuseppe Turani che uscì nella sua prima edizione nel 1986.

## Trama
Il romanzo narra la storia dell'imprenditore italiano Gianni Agnelli, dalla bella gioventù fino all'ascesa a massimo dirigente dell'azienda fondata dal nonno Giovanni, la FIAT.
In particolare l'opera è incentrata sui 20 anni che vanno dal 1966, cioè l'anno in cui Gianni divenne presidente dell'azienda succedendo a Vittorio Valletta, fino al 1985, anno in cui la Fiat esce da una profonda crisi, forse la peggiore della sua storia.

## Vendite
Tra i titoli di maggior successo della collana «Management» di Sperling & Kupfer, durante il suo primo anno di uscita vengono vendute più di 60 000 copie.